# Вельть
Вельть — урочище в Заполярном районе Ненецкого автономного округа — бывший выселок Тиманского сельсовета.

## География
Выселок располагался на берегу Баренцева моря, правее устья реки Индиги, в 60 километрах северо-восточнее административного центра сельсовета — поселка Индига.

## История
Выселок основан в 1930-х годах как промысловый участок индигского колхоза «Тиманец» для рыболовства и промысла морского зверя.
По переписи 1939 года, в выселке Вельть проживало 32 человека, из них — 18 мужского и 14 женского пола. В последующие годы в списках населённых мест Тиманского сельсовета выселок Вельть не значится.
Через Вельть происходит весенний перелёт гусей с юга на север, поэтому сюда во время весенней охоты на гусей съезжается множество охотников.